# رويسات (اوناغة)
رويسات هو دُوَّار يقع بجماعة أوناغة، إقليم الصويرة، جهة مراكش آسفي في المملكة المغربية. ينتمي الدوّار لمشيخة اوناغة التي تضم 5 دواوير. يقدر عدد سكانه بـ 479 نسمة حسب الإحصاء الرسمي للسكان والسكنى لسنة 2004.

## روابط خارجية
- البوابة الوطنية للجماعات الترابية نسخة محفوظة 12 مارس 2018 على موقع واي باك مشين.
- المندوبية السامية للتخطيط